# Japan Soccer League 1976
La temporada de 1976 fue la décima edición de la Liga de fútbol de Japón , el mayor nivel de campeonato de fútbol japonés.

## Clasificación

### Primera División
| Pos | Club              | PTS | W  | D | L  | GF | GA | GD   | Notes     |
| --- | ----------------- | --- | -- | - | -- | -- | -- | ---- | --------- |
| 1   | Furukawa Electric | 26  | 11 | 4 | 3  | 37 | 15 | ＋22 | Campeones |
| 2   | Mitsubishi Motors | 22  | 9  | 4 | 5  | 28 | 16 | ＋12 |           |
| 3   | Fujita            | 22  | 9  | 4 | 5  | 28 | 20 | ＋8  |           |
| 4   | Yanmar Diesel     | 21  | 9  | 3 | 6  | 34 | 20 | ＋14 |           |
| 5   | Hitachi           | 21  | 7  | 7 | 4  | 22 | 14 | ＋8  |           |
| 6   | Nippon Kokan      | 20  | 6  | 8 | 4  | 22 | 21 | ＋1  |           |
| 7   | Eidai             | 18  | 7  | 4 | 7  | 18 | 24 | －6  | Cerrado   |
| 8   | Toyo Industries   | 15  | 5  | 5 | 8  | 16 | 20 | －4  |           |
| 9   | Nippon Steel      | 12  | 5  | 2 | 11 | 23 | 30 | －7  | Promoción |
| 10  | Toyota Motors     | 3   | 1  | 1 | 16 | 10 | 58 | －48 | Promoción |

### Promoción
| JSL Division 1 | 1st leg | 2nd leg | JSL Division 2 |
| -------------- | ------- | ------- | -------------- |
| Nippon Steel   | 2-1     | 3-2     | Yomiuri        |
| Toyota Motors  | 2-2     | 2-1     | Fujitsu        |

No hubo descensos. Eidai Sangyo cerró su club y se retiró de la Liga en marzo de 1977, por lo que el Fujitsu fue ascendido.

### Segunda División
| Pos | Club                    | PTS | W  | D | L  | GF | GA | GD   | Notes                                      |
| --- | ----------------------- | --- | -- | - | -- | -- | -- | ---- | ------------------------------------------ |
| 1   | Fujitsu                 | 29  | 13 | 3 | 2  | 32 | 6  | ＋26 | Promoción con Primera División             |
| 2   | Yomiuri                 | 25  | 11 | 3 | 4  | 51 | 28 | ＋23 | Promoción con Primera División             |
| 3   | Tanabe Pharmaceutical   | 25  | 10 | 5 | 3  | 28 | 18 | ＋10 |                                            |
| 4   | Honda                   | 21  | 6  | 9 | 3  | 25 | 17 | ＋8  |                                            |
| 5   | Teijin Matsuyama        | 19  | 9  | 1 | 8  | 32 | 28 | ＋4  |                                            |
| 6   | Yanmar Club             | 17  | 6  | 5 | 7  | 23 | 23 | ±0   |                                            |
| 7   | Sumitomo Metal          | 13  | 5  | 3 | 10 | 27 | 34 | －7  |                                            |
| 8   | Kofu Club               | 12  | 4  | 4 | 10 | 14 | 30 | －16 |                                            |
| 9   | Kyoto Shiko Club        | 11  | 3  | 5 | 10 | 11 | 25 | －14 | Promoción con finalistas de Copa Shakaijin |
| 10  | Furukawa Electric Chiba | 8   | 3  | 2 | 13 | 17 | 51 | －34 | Promoción con finalistas de Copa Shakaijin |

### Promoción
Nissan Motors, futuro Yokohama Marinos, actualmente Yokohama F. Marinos, se unió a la Liga por primera vez.
| JSL                     | 1st leg | 2nd leg | Copa Shakaijin                                  |
| ----------------------- | ------- | ------- | ----------------------------------------------- |
| Kyoto Shiko Club        | 2-1     | 2-1     | Dainichi Nippon Cable Industries (subcampeones) |
| Furukawa Electric Chiba | 0-0     | 0-1     | Nissan Motors (Campeones)                       |

Nissan ascendido. Furukawa Chiba no fue descendido por el retiro del Eidai.